# Côtière liberté réseau intercommunal
Pour les articles homonymes, voir Colibri et Côtière.
Côtière liberté réseau intercommunal ou Colibri est le réseau de transport en commun de la communauté de communes de Miribel et du Plateau. En fonctionnement depuis février 2012, il est en 2016 composé de quatre lignes régulières et d'une ligne estivale qui desservent au total sept communes : Beynost, Miribel (et ses hameaux des Échets et du Mas Rillier), Saint-Maurice-de-Beynost, Neyron (et son hameau de Sermenaz), Thil, Tramoyes ainsi que très partiellement Rillieux-la-Pape, situé en dehors de la communauté de communes. Le transporteur est depuis février 2016 la société « Autocars Planche », filiale de Keolis, qui remplace « Philibert Transport » exploitant du réseau à ses débuts.
L'exploitation du réseau débute le 27 février 2012 et est alors assurée par huit véhicules de 20 places ; un neuvième véhicule avec une capacité similaire est ajouté quelques mois après, puis deux véhicules plus capacitaires fin 2014. Le 25 février 2013, l'offre est réadaptée en fonction des différents besoins : une 4e ligne est créée. Fin 2013, la fréquentation du réseau est estimée à 5 000 passagers par mois.
La connexion avec le réseau TCL se fait aux arrêts « Rillieux Semailles » et « Rillieux Les Alagniers » de la ligne 3.

## Histoire

### À l'ouverture du réseau
Les arrêts furent installés en février 2012.
La grille tarifaire de Colibri était alors la suivante :
- enfant de moins de quatre ans : gratuit ;
- ticket à l'unité : 1 € ;
- abonnement mensuel : 16 € ;
- abonnement mensuel (tarif réduit) : 10 € ;
- abonnement mensuel (vocation sociale) : 8 €.

Les « heures de pointe » sont de 6 h 30 à 8 h 30 et de 17 h 30 à 19 h 30, du lundi au vendredi :
- Pendant les « heures de pointe » : un bus toutes les 30 min ;
- Pendant les « heures creuses » (hors « heures de pointe ») : un bus toutes les 30 min ; « transport à la demande » pour les arrêts des communes de Thil et de Tramoyes.

Le samedi, 4 à 6 circuits aller et retour sont prévus, pour chaque ligne.
Deux tronçons fonctionnent en « transport à la demande » durant les « heures creuses » : Gare des Échets - Tramoyes, sur la ligne 4, et Gare de Beynost - Thil, sur la ligne 1. La réservation se fait via une centrale de réservation téléphonique au plus tard la veille jusqu'à 17 h. Aux « heures de pointe » (du lundi au vendredi : 6 h 30 à 8 h 30 et de 17 h 30 à 19 h 30), le service fonctionne normalement sur ces deux tronçons (sans nécessité de réserver).

### Inauguration
L'inauguration de Colibri se déroule le 25 février 2012 à l'Allégro à Miribel en présence de : Pascal Protière (président de la communauté de communes de Miribel et du Plateau), Jacques Berthou (maire de Miribel et sénateur de l'Ain), Rachel Mazuir (Président du conseil général de l'Ain et sénateur de l'Ain) et Marc Philibert, président de Philibert Transport.
À noter que le réseau était entièrement gratuit jusqu'au 31 mars 2012.

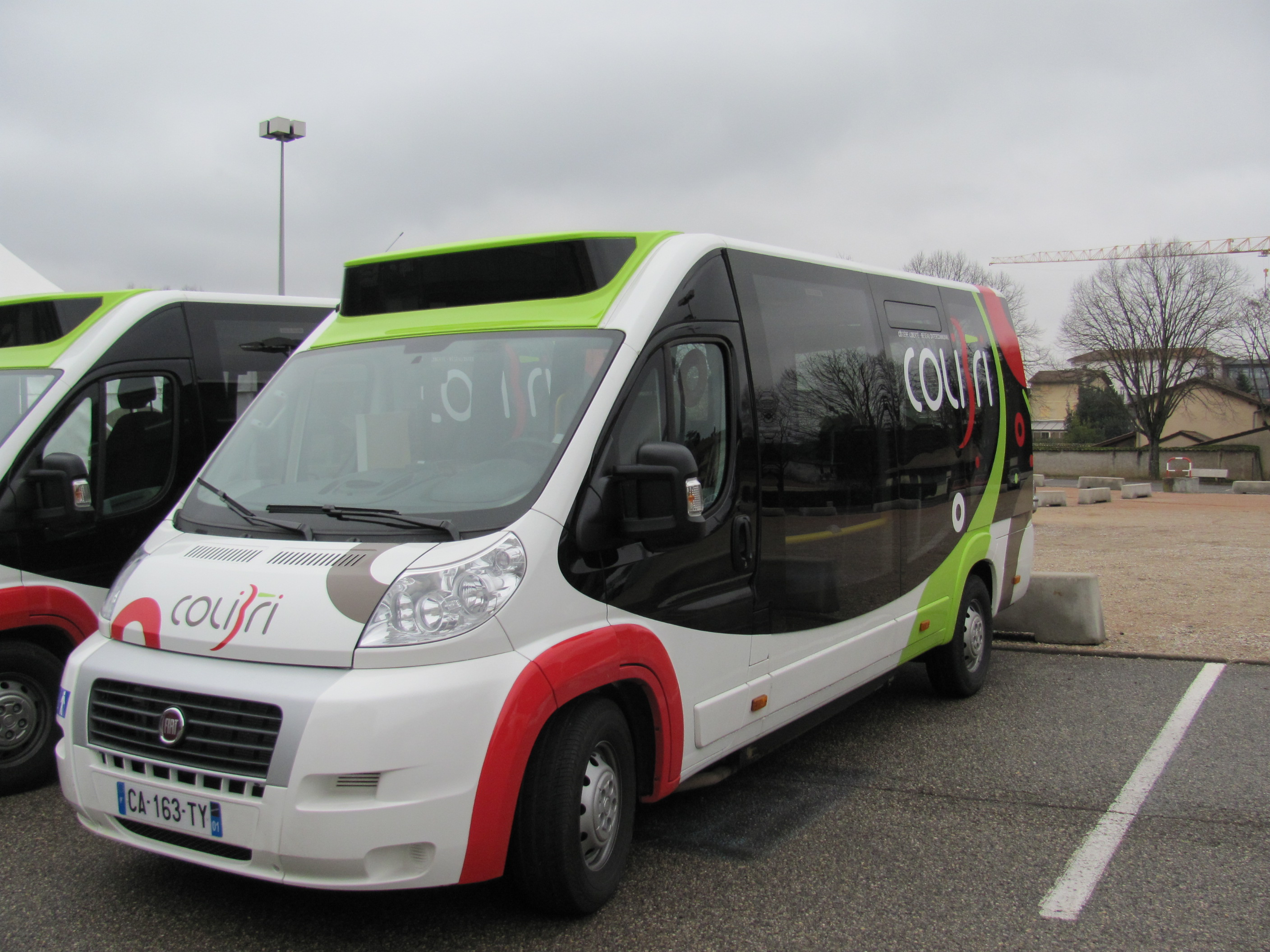
Un des anciens Dietrich City 21 du réseau Colibri, à l'inauguration.
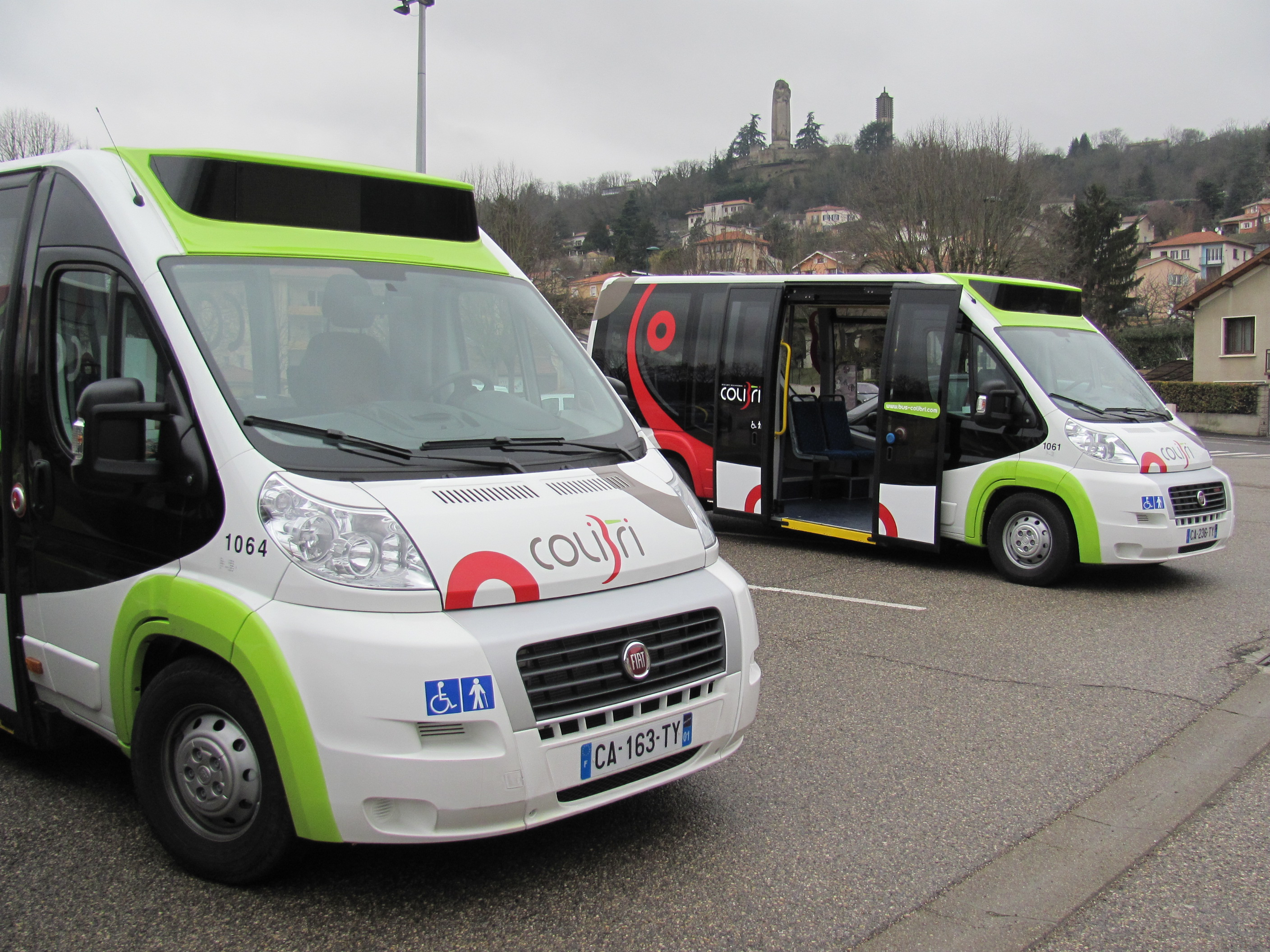
Présentation des bus Colibri, le 25 février 2012, jour de l'inauguration.
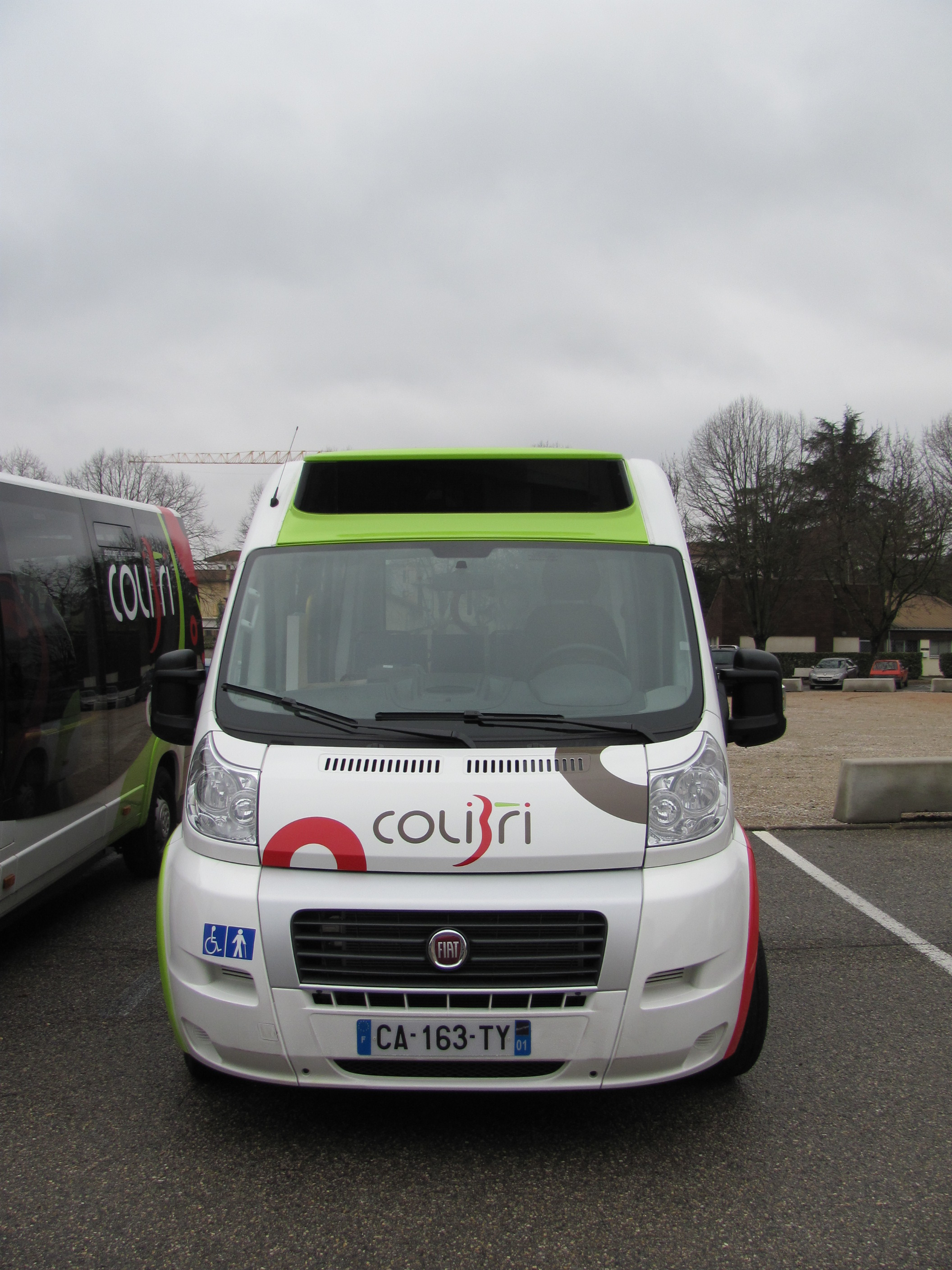
Bus Colibri de face, à l'inauguration.
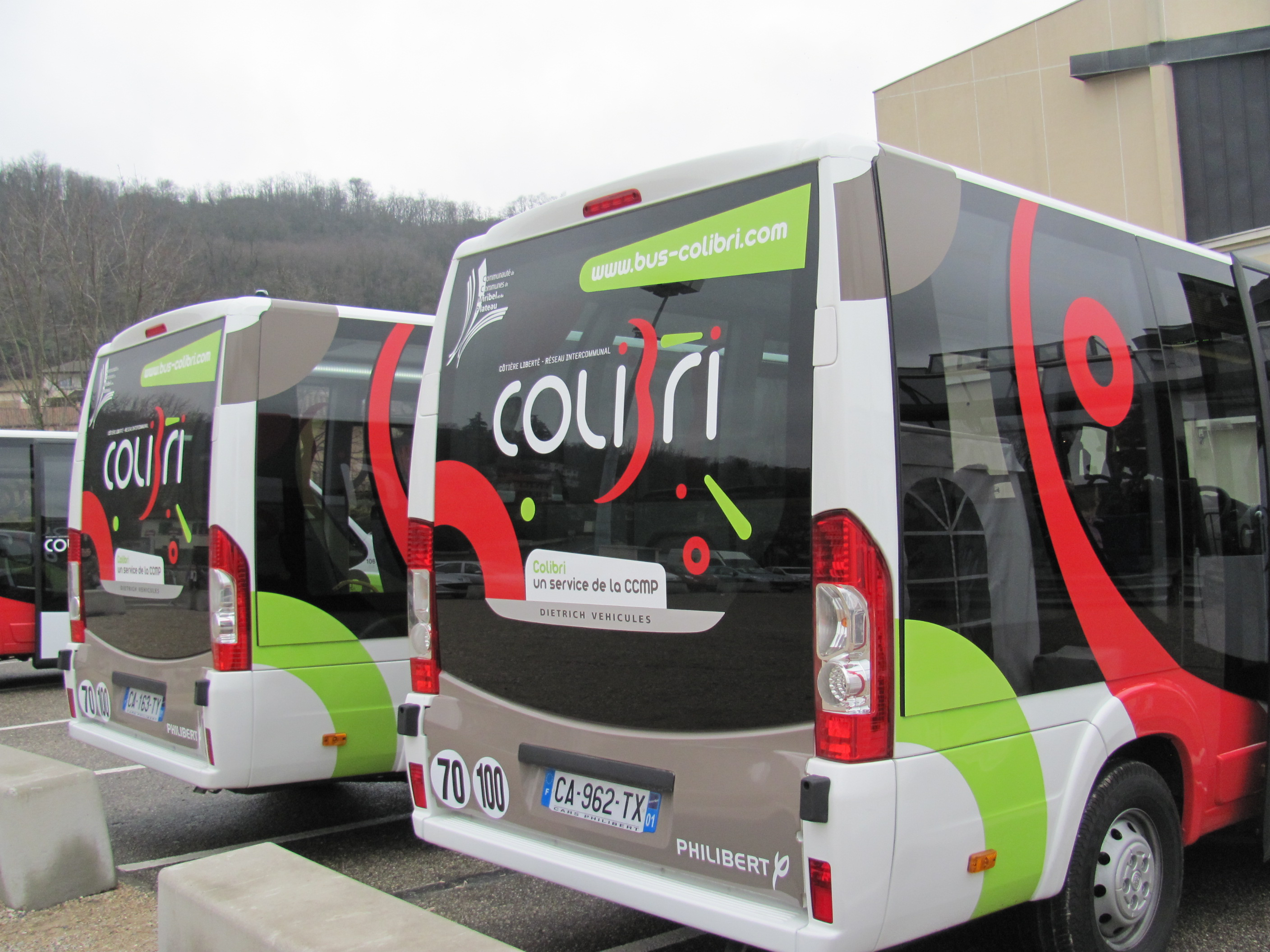
Vue arrière de bus Colibri, à l'inauguration.

### Évolution de l'offre en 2013

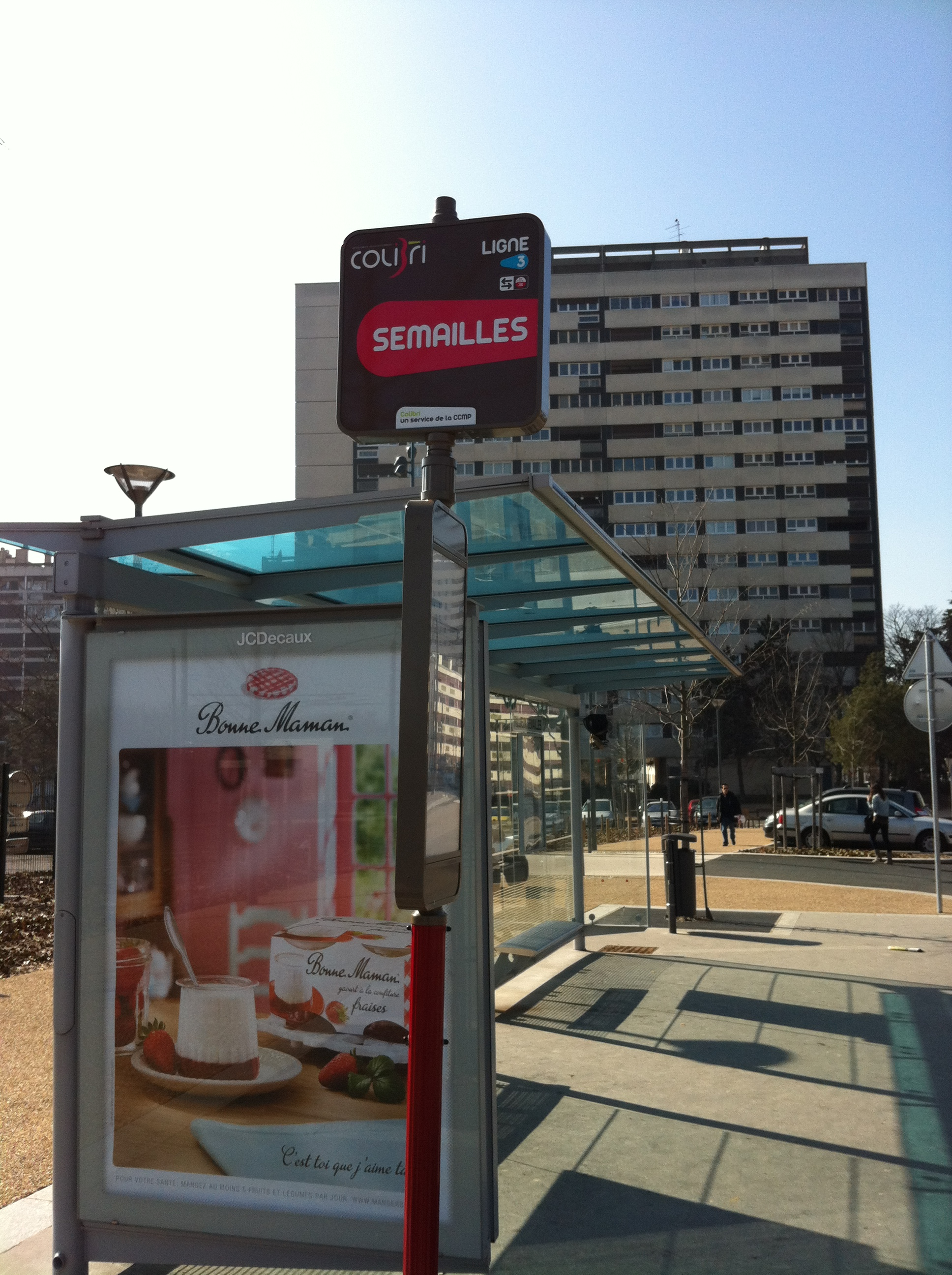
L'arrêt « Rillieux Semailles », arrêt d'interconnexion avec le réseau TCL.

Durant la première année d'exploitation le réseau compte trois lignes. Le 25 février 2013, le réseau Colibri est modifié dans le but de mieux desservir le territoire. La restructuration provoquera les changements suivants :
- la ligne 1 est amputée de la desserte de Tramoyes, reprise par la ligne 4, et son terminus nord s'effectuera alors à « Gare des Échets » ;
- la ligne 2 desservant tous les lieux de vie de la communauté de communes voit son itinéraire repensé : desserte du collège Louis-Armstrong de Beynost en heures de pointe. L'itinéraire est simplifié et la différenciation entre heures creuses et heures de pointe est supprimée, la nouvelle fréquence étant de 40 minutes ;
- La ligne 3 est profondément remaniée et assure désormais la liaison entre « Miribel Centre » et « Rillieux Semailles », toujours en correspondance avec le réseau TCL, la desserte des Échets étant assurée par la ligne 4 ;
- La ligne 4 est une nouvelle ligne reprenant des dessertes des lignes 1 et 3, elle relie « Tramoyes Mairie » à « Rillieux Semailles » via la gare des Échets et le village de Vancia. En heures de pointe la fréquence est de 30 minutes, en heures creuses uniquement entre Tramoyes et la gare des Échets en transport à déclenchement. La desserte de Vancia est aussi assurée par la ligne C5 des TCL à certaines heures.

### Évolutions en 2014
Le 1er mars 2014, la communauté de communes de Miribel et du Plateau, la communauté de communes du canton de Montluel, le conseil général de l'Ain et Philibert Transport sont signataires d'une convention permettant aux usagers de voyager avec un ticket unitaire à 1 € sur les deux lignes du réseau car.ain.fr traversant les deux communautés de communes de part en part :
- entre Neyron et Montluel pour la ligne 171 ;
- entre Neyron et La Valbonne pour la ligne 132.

Le système de réservation du transport au déclenchement (TAD) a été modifié et simplifié.

### 2016: Nouveau délégataire
À la suite d'un appel d'offres publié le 11 août 2015 pour choisir l'exploitant du réseau pour la période allant du 26 février 2016 au 1er septembre 2019, la société Keolis Planche, compagnie d'autocar filiale du groupe Keolis, a été choisie en janvier 2016 au détriment de Philibert qui exploite le réseau depuis sa création,.
Le 27 février 2016, un nouveau système combinant le système d'aide à l'exploitation et la billettique basé sur « une architecture smartphone embarquée » nommée « 2Place » développée par la société Ubi Transports est mis en service en remplacement de la billetterie papier existante,.
Le 10 juillet 2017, le réseau évolue à nouveau, avec une nouvelle organisation du réseau sous forme de lignes radiales au départ du centre-ville de Miribel :
- La ligne 1, au nord, ne dessert plus les Échets et est limitée au Mas Rillier et au sud ne dessert plus la gare de Beynost, ni la zone industrielle le long du Rhône au profit du centre de Saint-Maurice-de-Beynost ;
- La ligne 2 voit son tracé simplifié ; la ligne va directement à Beynost puis va à la zone commerciale des Baterses pour ne desservir le forum des Sports qu'en bout de ligne ;
- La ligne 3 évolue peu dans l'immédiat, elle est prolongée jusqu'à l'arrêt Rillieux les Alagniers, terminus de la ligne 33 des TCL. Au printemps 2018, elle verra son tracé changer de moitié afin de desservir le centre de Neyron ;
- La ligne 4 a un itinéraire revu afin d'assurer la liaison Miribel-Les Échets à la place de la ligne 1, et permet aux habitants de Tramoyes de se rendre directement à Miribel, sans correspondance. De ce fait, la ligne ne va plus à Rillieux-la-Pape ;
- Un service de transport à la demande est mis en place le soir au départ de la gare de Miribel. Baptisé « Flex&Co », il assure la desserte sur demande des arrêts du réseau pour les voyageurs descendant du train entre 19 h 30 et 20 h, hors période estivale.

## Le réseau

### Les lignes
| Ligne | Caractéristiques | Caractéristiques | Caractéristiques | Caractéristiques | Caractéristiques | Caractéristiques | Caractéristiques | Caractéristiques | Caractéristiques |
| 1     | Mas Rillier — Centre ⥋ Thil — Mairie (Zone commerciale des Baterses en heures creuses, le reste de la ligne fonctionnant sur réservation) | Mas Rillier — Centre ⥋ Thil — Mairie (Zone commerciale des Baterses en heures creuses, le reste de la ligne fonctionnant sur réservation) | Mas Rillier — Centre ⥋ Thil — Mairie (Zone commerciale des Baterses en heures creuses, le reste de la ligne fonctionnant sur réservation) | Mas Rillier — Centre ⥋ Thil — Mairie (Zone commerciale des Baterses en heures creuses, le reste de la ligne fonctionnant sur réservation) | Mas Rillier — Centre ⥋ Thil — Mairie (Zone commerciale des Baterses en heures creuses, le reste de la ligne fonctionnant sur réservation) | Mas Rillier — Centre ⥋ Thil — Mairie (Zone commerciale des Baterses en heures creuses, le reste de la ligne fonctionnant sur réservation) | Mas Rillier — Centre ⥋ Thil — Mairie (Zone commerciale des Baterses en heures creuses, le reste de la ligne fonctionnant sur réservation) | Mas Rillier — Centre ⥋ Thil — Mairie (Zone commerciale des Baterses en heures creuses, le reste de la ligne fonctionnant sur réservation) | Mas Rillier — Centre ⥋ Thil — Mairie (Zone commerciale des Baterses en heures creuses, le reste de la ligne fonctionnant sur réservation) |
| ----- | --- | --- | --- | --- | --- | --- | --- | --- | --- |
| 1     | Ouverture / Fermeture 27 février 2012 / — | Longueur — | Durée 23 (33) min | Nb. d’arrêts 25 (19) | Matériel Sprinter City 35 | Jours de fonctionnement L, Ma, Me, J, V, S                                                                                                | Jour / Soir / Nuit / Fêtes O / N / N / N                                                                                                  | Voy. / an — | Exploitant Keolis Planche |
| 1     | Desserte : - Villes et lieux desservis : Miribel (Vierge du Mas Rillier, Mas Rillier, Église Saint-Romain, Mairie, Salle de spectacles L'Allegro), Saint-Maurice-de-Beynost (Mairie, Forum des Sports), Beynost (Zone commerciale des Baterses) et Thil (Mairie) - Gare desservie : Gare de Saint-Maurice-de-Beynost.                                                      | | | | | | | | |
| 1     | Autre : - Amplitudes horaires : La ligne fonctionne du lundi au vendredi de 6 h 35 à 20 h 10 et le samedi de 8 h 15 à 19 h 40 environ. - Transport à la demande : Du lundi au vendredi entre 10 h 30 et 16 h 30 environ, le tronçon entre Thil et la zone commerciale des Baterses fonctionne sur réservation téléphonique. - Date de dernière mise à jour : 14 août 2017. | | | | | | | | |
| 1     | Dernière actualisation : — | | | | | | | | |
| 2     | Gare de Miribel ⥋ Saint-Maurice-de-Beynost — Forum des sports - Lilô | Gare de Miribel ⥋ Saint-Maurice-de-Beynost — Forum des sports - Lilô                                                                      | Gare de Miribel ⥋ Saint-Maurice-de-Beynost — Forum des sports - Lilô                                                                      | Gare de Miribel ⥋ Saint-Maurice-de-Beynost — Forum des sports - Lilô                                                                      | Gare de Miribel ⥋ Saint-Maurice-de-Beynost — Forum des sports - Lilô                                                                      | Gare de Miribel ⥋ Saint-Maurice-de-Beynost — Forum des sports - Lilô                                                                      | Gare de Miribel ⥋ Saint-Maurice-de-Beynost — Forum des sports - Lilô                                                                      | Gare de Miribel ⥋ Saint-Maurice-de-Beynost — Forum des sports - Lilô                                                                      | Gare de Miribel ⥋ Saint-Maurice-de-Beynost — Forum des sports - Lilô                                                                      |
| 2     | Ouverture / Fermeture 27 février 2012 / — | Longueur — | Durée 25 (28) min | Nb. d’arrêts 20 (21) | Matériel Sprinter City 35 | Jours de fonctionnement L, Ma, Me, J, V, S                                                                                                | Jour / Soir / Nuit / Fêtes O / N / N / N                                                                                                  | Voy. / an — | Exploitant Keolis Planche |
| 2     | Desserte : - Villes et lieux desservis : Miribel (Église Saint-Romain, Mairie, Salle de spectacles L'Allegro), Saint-Maurice-de-Beynost (Mairie, Forum des Sports) et Beynost (Zone commerciale des Baterses) - Gares desservies : Gare de Miribel et Gare de Beynost. | | | | | | | | |
| 2     | Autre : - Amplitudes horaires : La ligne fonctionne du lundi au vendredi de 6 h 30 à 19 h 25 et le samedi de 7 h 35 à 20 h 20 environ. - Particularités : Du lundi au vendredi en période scolaire, la ligne dessert aux heures de pointe le collège Louis Armstrong de Beynost. - Date de dernière mise à jour : 14 août 2017.                                            | | | | | | | | |
| 2     | Dernière actualisation : — | | | | | | | | |
| 3     | Miribel — Centre ⥋ Rillieux — Semailles (Rillieux — Les Alagniers en heures creuses, sur réservation) | Miribel — Centre ⥋ Rillieux — Semailles (Rillieux — Les Alagniers en heures creuses, sur réservation)                                     | Miribel — Centre ⥋ Rillieux — Semailles (Rillieux — Les Alagniers en heures creuses, sur réservation)                                     | Miribel — Centre ⥋ Rillieux — Semailles (Rillieux — Les Alagniers en heures creuses, sur réservation)                                     | Miribel — Centre ⥋ Rillieux — Semailles (Rillieux — Les Alagniers en heures creuses, sur réservation)                                     | Miribel — Centre ⥋ Rillieux — Semailles (Rillieux — Les Alagniers en heures creuses, sur réservation)                                     | Miribel — Centre ⥋ Rillieux — Semailles (Rillieux — Les Alagniers en heures creuses, sur réservation)                                     | Miribel — Centre ⥋ Rillieux — Semailles (Rillieux — Les Alagniers en heures creuses, sur réservation)                                     | Miribel — Centre ⥋ Rillieux — Semailles (Rillieux — Les Alagniers en heures creuses, sur réservation)                                     |
| 3     | Ouverture / Fermeture 27 février 2012 / — | Longueur — | Durée 14 (19) min | Nb. d’arrêts 11 (12) | Matériel Sprinter City 35 | Jours de fonctionnement L, Ma, Me, J, V, S                                                                                                | Jour / Soir / Nuit / Fêtes O / N / N / N                                                                                                  | Voy. / an — | Exploitant Keolis Planche |
| 3     | Desserte : - Villes et lieux desservis : Miribel (Vierge du Mas Rillier, Mas Rillier), Neyron (dont Sermenaz, ZAC de Sermenaz) et Rillieux-la-Pape - Gare desservie : Aucune. | | | | | | | | |
| 3     | Autre : - Amplitudes horaires : La ligne fonctionne du lundi au vendredi de 6 h 25 à 19 h 10 et le samedi de 8 h 45 à 19 h 25 environ. - Transport à la demande : Entre 10 h et 16 h environ, la ligne est prolongée jusqu'à l'arrêt Les Alagniers à Rillieux-la-Pape, sur réservation téléphonique uniquement. - Date de dernière mise à jour : 14 août 2017.             | | | | | | | | |
| 3     | Dernière actualisation : — | | | | | | | | |
| 4     | Gare de Miribel ⥋ Tramoyes — Mairie | Gare de Miribel ⥋ Tramoyes — Mairie | Gare de Miribel ⥋ Tramoyes — Mairie | Gare de Miribel ⥋ Tramoyes — Mairie | Gare de Miribel ⥋ Tramoyes — Mairie | Gare de Miribel ⥋ Tramoyes — Mairie | Gare de Miribel ⥋ Tramoyes — Mairie | Gare de Miribel ⥋ Tramoyes — Mairie | Gare de Miribel ⥋ Tramoyes — Mairie |
| 4     | Ouverture / Fermeture 25 février 2013 / — | Longueur — | Durée 30 min | Nb. d’arrêts 19 | Matériel Sprinter City 35 | Jours de fonctionnement L, Ma, Me, J, V, S                                                                                                | Jour / Soir / Nuit / Fêtes O / N / N / N                                                                                                  | Voy. / an — | Exploitant Keolis Planche |
| 4     | Desserte : - Villes et lieux desservis : Miribel (Église Saint-Romain, Mairie, Vierge du Mas Rillier, Mas Rillier, Les Échets) et Tramoyes (Mairie) - Gares desservies : Gare de Miribel et Gare des Échets. | | | | | | | | |
| 4     | Autre : - Amplitudes horaires : La ligne fonctionne du lundi au vendredi de 6 h 30 à 20 h et le samedi de 6 h 40 à 18 h 55 environ. - Transport à la demande : Du lundi au vendredi entre 10 h et 17 h environ, la ligne fonctionne uniquement sur réservation téléphonique. - Date de dernière mise à jour : 14 août 2017.                                                | | | | | | | | |
| 4     | Dernière actualisation : — | | | | | | | | |
| GP    | Ligne Grand Parc | Ligne Grand Parc | Ligne Grand Parc | Ligne Grand Parc | Ligne Grand Parc | Ligne Grand Parc | Ligne Grand Parc | Ligne Grand Parc | Ligne Grand Parc |
| GP    | Beynost — La Sereine ⥋ Grand Parc — L'Atoll' | | | | | | | | |
| GP    | Ouverture / Fermeture 10 juillet 2017 / — | Longueur — | Durée 22 min | Nb. d’arrêts 7 | Matériel Sprinter City 35 | Jours de fonctionnement L, Ma, Me, J, V, S                                                                                                | Jour / Soir / Nuit / Fêtes O / N / N / N                                                                                                  | Voy. / an — | Exploitant Keolis Planche |
| GP    | Desserte : - Villes et lieux desservis : Beynost, Saint-Maurice-de-Beynost, Miribel (Église Saint-Romain), Neyron et Vaulx-en-Velin (Grand parc de Miribel-Jonage) - Gare desservie : Aucune. | | | | | | | | |
| GP    | Autre : - Amplitudes horaires : La ligne fonctionne du lundi au samedi de 10 h à 19 h 22, de la mi-juillet à fin août environ. - Date de dernière mise à jour : 14 août 2017. | | | | | | | | |
| GP    | Dernière actualisation : — | | | | | | | | |

### Transport à la demande
Le transport à la demande, nommé commercialement « transport au déclenchement », concerne la ligne 1 entre la zone commerciale des Baterses à Beynost et Thil, la ligne 3 entre les arrêts Semailles et Les Alagniers à Rillieux-la-Pape et la ligne 4 aux heures creuses entre 10 h et 16 h environ. La desserte n'est alors déclenchée qu’après une demande faite par téléphone auprès du transporteur, au plus tard à 18 h la veille de la course demandée, ou le vendredi précédent pour une course le lundi.

### Flex&Co
Du lundi au vendredi, entre 19 h 30 et 20 h au départ de la gare de Miribel, hors période estivale, le service de transport à la demande Flex&Co permet aux voyageurs descendant du train de regagner leur domicile, le bus desservant l'ensemble des arrêts du réseau en fonction du nombre de voyageurs et de leur destination.

### Tarification
La tarification est établie par la communauté de communes de Miribel et du Plateau, en sa qualité d'autorité organisatrice de la mobilité. Quasiment inchangée depuis la création du réseau, elle repose sur deux support différents : ticket papier et carte d'abonnement, tandis que le réseau est gratuit pour les moins de 4 ans et les personnes accompagnant des malvoyants. Le ticket est valable une 1 h avec correspondances autorisées. Il coûte 1 € mais est gratuit pour les enfants de moins de quatre ans les accompagnants de non-voyants. La validation se fait à bord des véhicules.
La carte, peut recevoir quant à elle le « porte-monnaie électronique » qui coûte 8 € et permet d'effectuer 10 trajets, mais aussi les formules d'abonnements mensuels valables un mois calendaire (du 1er au 31 du mois) ; il n'existe pas d'abonnement annuel. L'abonnement « tout public » coûte 16 €, tandis que des tarifs réduits sont proposés sous condition de respecter certains critères et de présenter les justificatifs nécessaires : L'abonnement « tarif réduit » à 10 € est proposé aux moins de 26 ans, aux personnes disposant d'un abonnement TCL, SNCF ou Cars Région Ain et les personnes justifiant d'un emploi ; enfin, l'abonnement « tarification sociale » à 8 € (50 % du tarif normal) est proposé à toute personne éligible à la CMU-C. La demande de carte, gratuite, se fait par correspondance auprès du transporteur.
Au contraire des tickets valables entre Neyron et La Valbonne, les abonnements ne sont valables sur le réseau départemental que sur le territoire de la communauté de communes, entre Neyron et Beynost uniquement.
Depuis le 10 juillet 2017, les titres peuvent, à l'exception du tarif social, être chargés sur la carte OùRA!. Quand le réseau était exploité par Philibert Transport, un abonné pouvait utiliser la « Carte Phil » comme support.

## Points de vente
Le réseau disposait de deux points de vente, qui sont des commerces partenaires : « Saint-Maurice Presse » à Saint-Maurice-de-Beynost et le « Tabac La Côtière » à Miribel.
Ceux-ci étant affiliés à Philibert Transport par convention, et ne disposant pas de la nouvelle billettique, ils ne sont plus en mesure de vendre des titres de transports Colibri depuis le changement de délégataire.

## État du parc
Le réseau est exploité à l'aide de dix de minibus. Ces véhicules sont équipés d'une livrée à dominante blanche avec des motifs verts, rouges et marron et sont équipés à l'avant et sur le côté d'une girouette à diode monochrome.

### Époque Autocars Planche

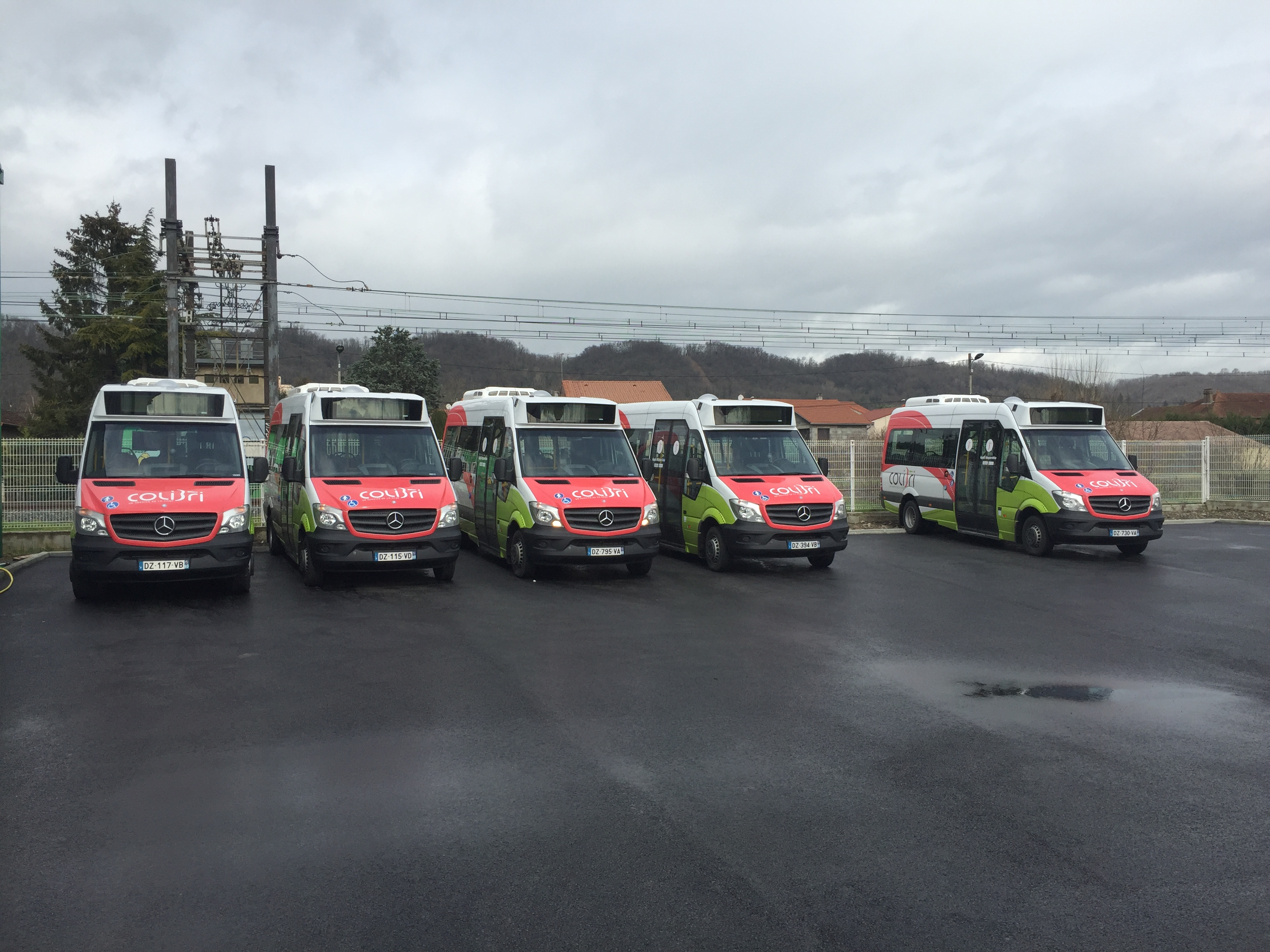
Cinq des dix Sprinter City 35, au dépôt, en mars 2016.

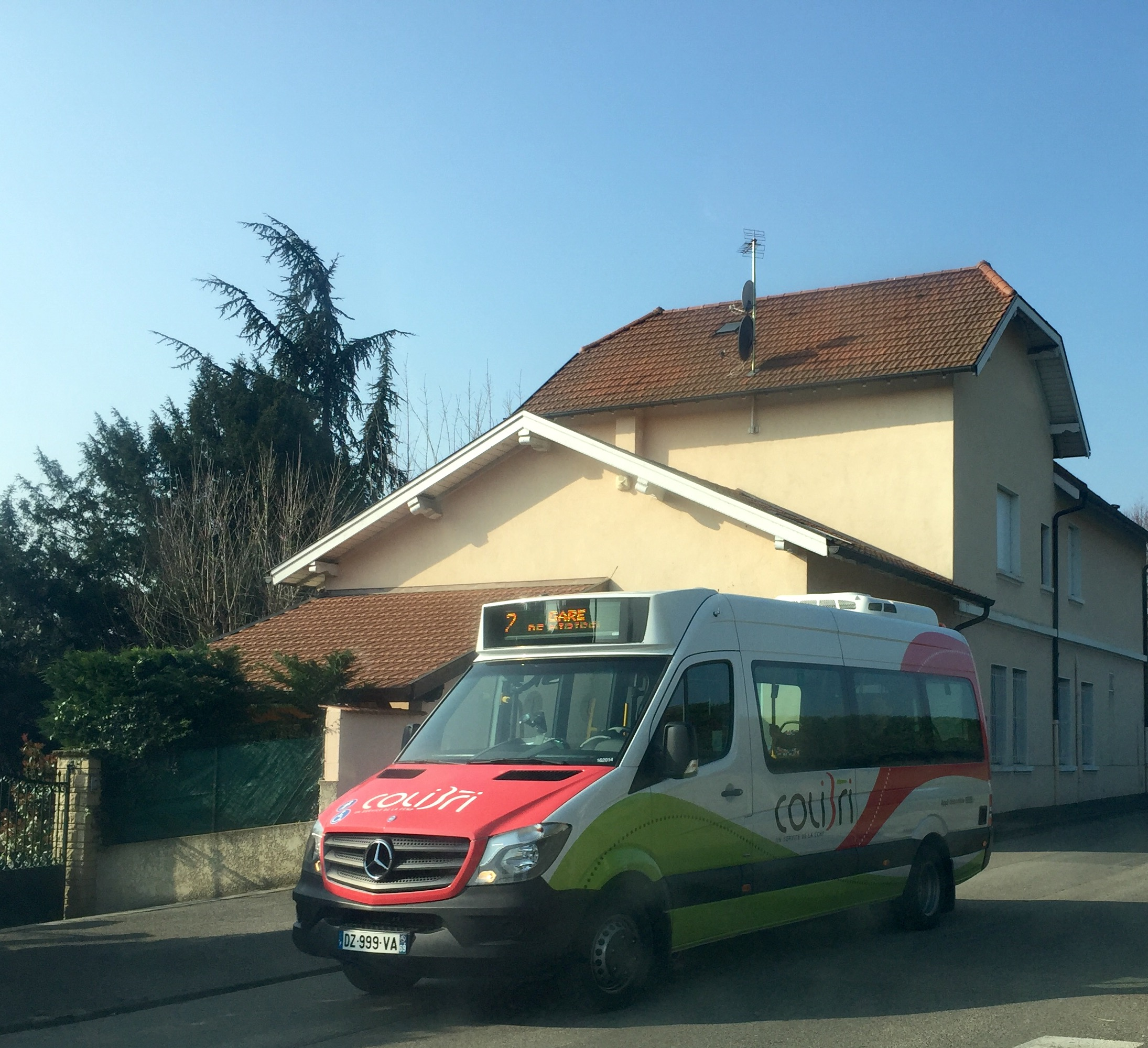
Un des Sprinter City 35 en mars 2016 à Saint-Maurice-de-Beynost.

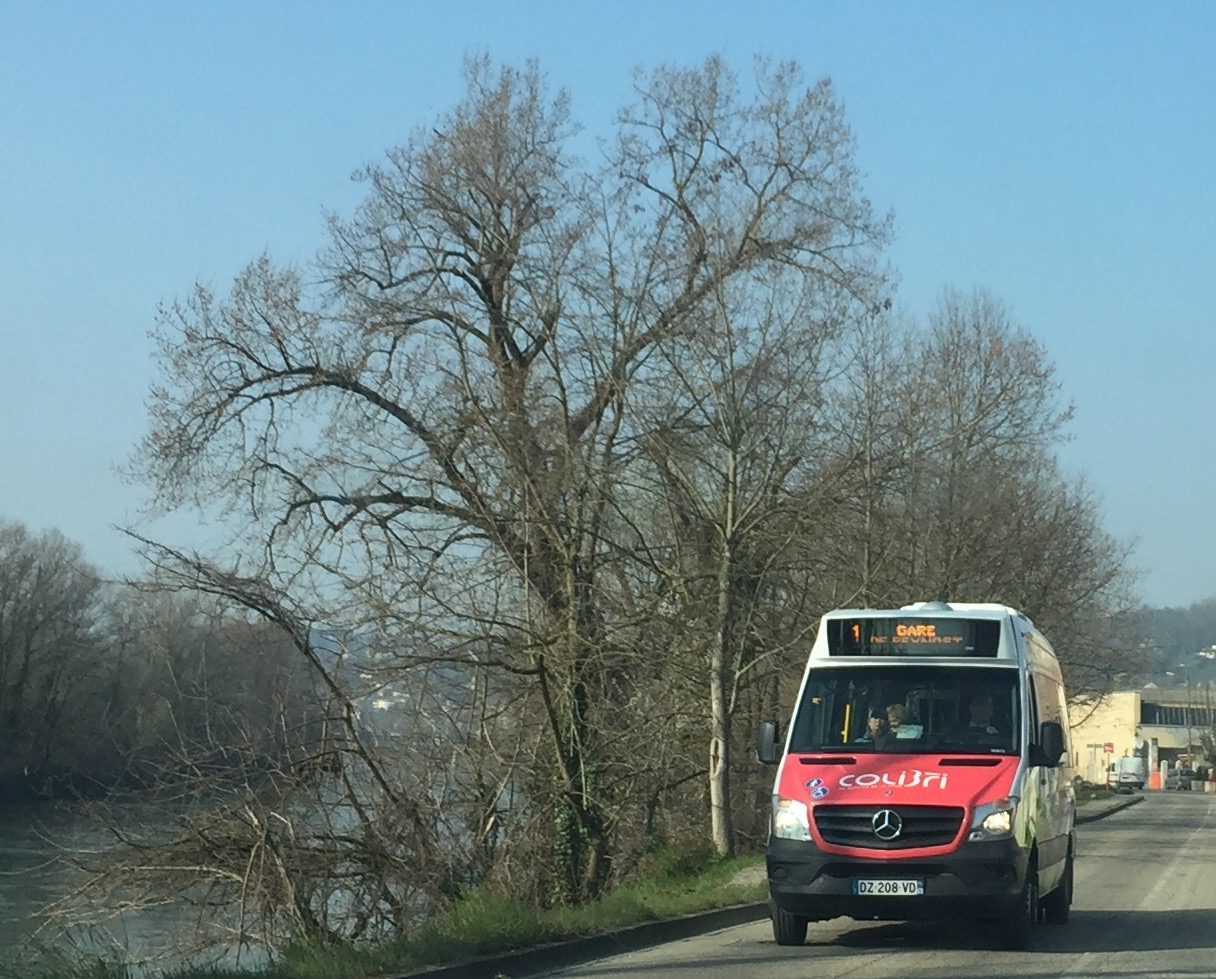
Un des Sprinter City 35 en mars 2016 longeant le canal de Miribel.

Le nouvel exploitant, Autocars Planche, a fait l’acquisition de nouveaux véhicules pour exploiter le réseau : 10 Mercedes-Benz Sprinter City 35 à la norme Euro 6, numérotés selon la numérotation nationale du groupe Keolis; l'un d'entre eux a ensuite été transféré en interne pour la sous-traitance du réseau TCL de Lyon en 2017, le parc s'avérant surnuméraire. Ils sont remisés sur un dépôt situé sur la commune de Miribel, rue de la Traille (en face de la déchetterie). Le marché signé entre les Autocars Planche et la communauté de communes se monte à 3,5 millions d'euros pour une exploitation de 42 mois c'est-à-dire courant jusqu'à fin 2019.
Chacun des bus est pourvu de girouettes frontale, latérale et arrière (indice de ligne uniquement pour cette dernière) et d'un bandeau d'information lumineux intérieur de la marque Hanover Displays, ainsi que d'une nouvelle livrée, restant toutefois sur les mêmes couleurs de la précédente.
| Marque        | Modèle           | No de parc | Année de mise en service | Particularités                                                               |
| ------------- | ---------------- | ---------- | ------------------------ | ---------------------------------------------------------------------------- |
| Mercedes-Benz | Sprinter City 35 | 162005     | 2016                     |                                                                              |
| Mercedes-Benz | Sprinter City 35 | 162006     | 2016                     |                                                                              |
| Mercedes-Benz | Sprinter City 35 | 162007     | 2016                     |                                                                              |
| Mercedes-Benz | Sprinter City 35 | 162008     | 2016                     | Ne circule plus pour le réseau Colibri depuis 2017                           |
| Mercedes-Benz | Sprinter City 35 | 162009     | 2016                     | Véhicule de réserve non pourvu d'une climatisation intégrale de l'habitacle. |
| Mercedes-Benz | Sprinter City 35 | 162010     | 2016                     | Véhicule de réserve non pourvu d'une climatisation intégrale de l'habitacle. |
| Mercedes-Benz | Sprinter City 35 | 162011     | 2016                     |                                                                              |
| Mercedes-Benz | Sprinter City 35 | 162012     | 2016                     |                                                                              |
| Mercedes-Benz | Sprinter City 35 | 162013     | 2016                     |                                                                              |
| Mercedes-Benz | Sprinter City 35 | 162014     | 2016                     |                                                                              |

#### Test d'un bus électrique
En mars 2018, un bus électrique de marque Wolta est testé sur la ligne 2 du réseau.

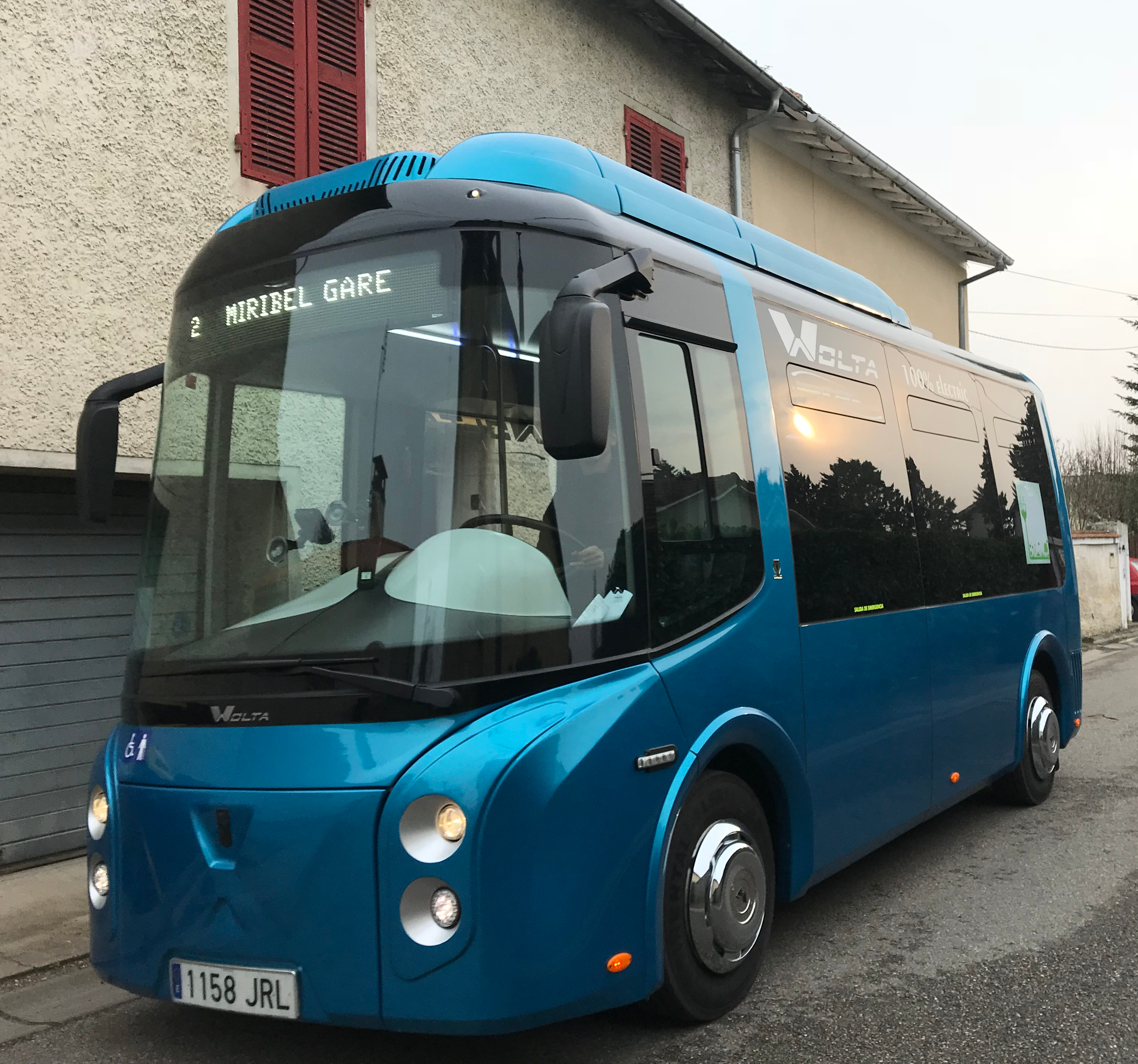
Gros plan du bus Wolta en phase de test.
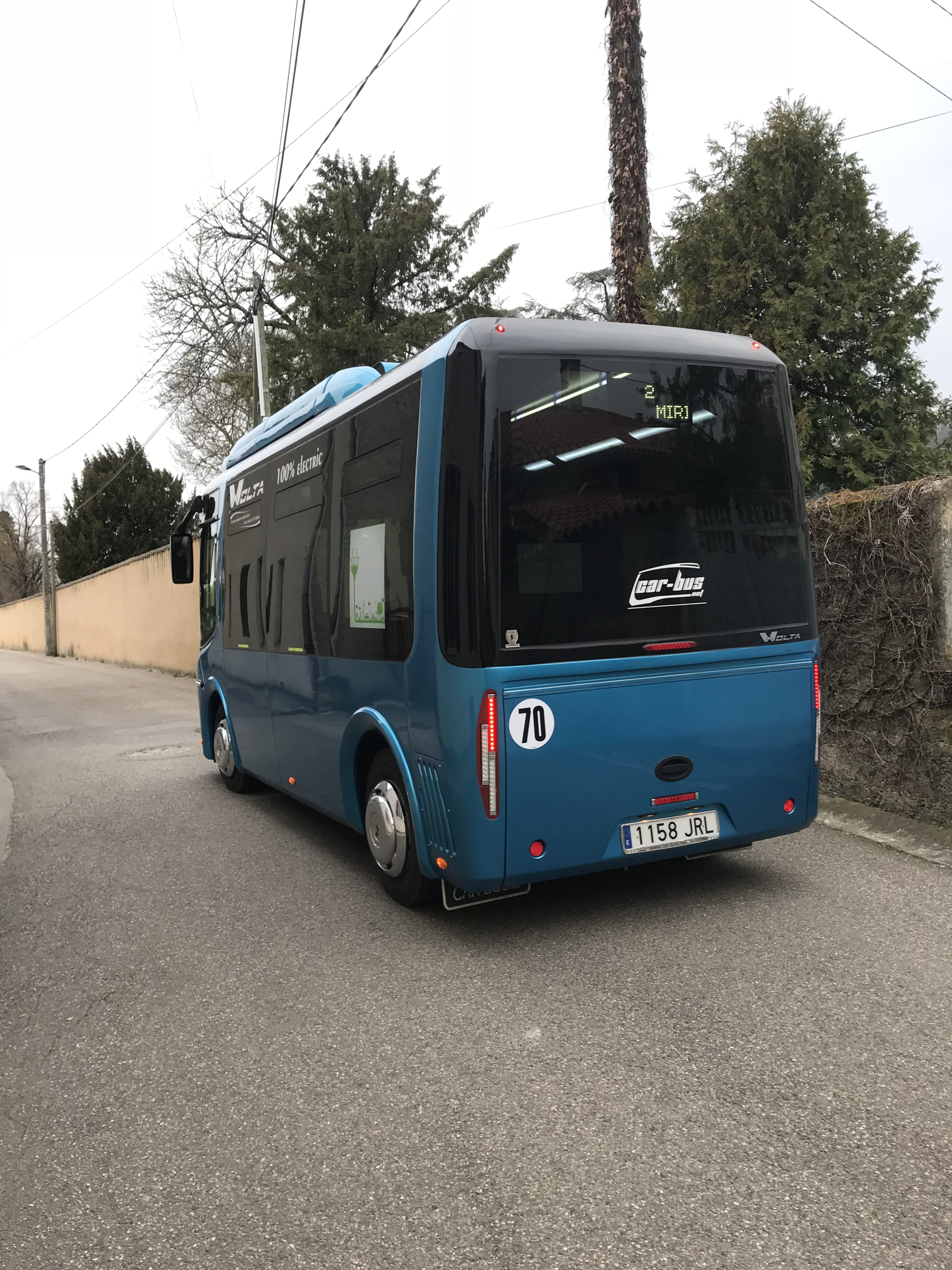
Vue arrière du bus électrique.
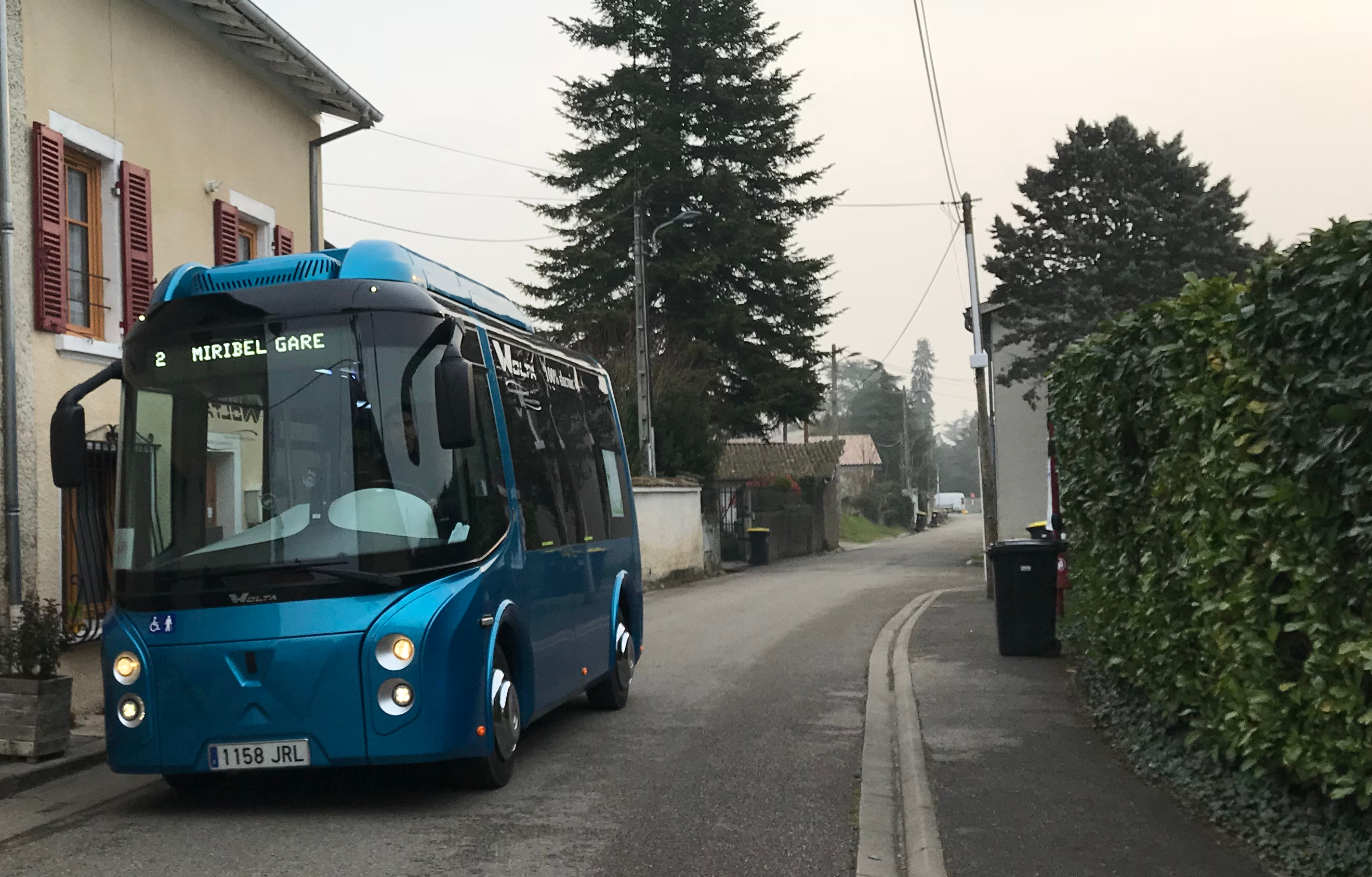
Le bus Wolta, rue des Andrés à Saint-Maurice-de-Beynost.

### Époque Philibert Transport
Le réseau a été inauguré avec huit minibus Dietrich City 21 sur base Fiat Ducato numérotés 1060 à 1067 selon la numérotation interne à Philibert Transport.
Pour permettre l'exploitation du nouveau réseau, un neuvième City 21 a rejoint le parc fin 2012, il porte le numéro 1090.
Le réseau compte aussi deux véhicules de réserve : Un Vehixel Cytios 2/18 sur base Renault Master numéroté 959 qui à l'exception de l'absence de girouette latérale est équipé comme les City 21 ; il servait à l'exploitation de l'ancienne ligne N78 des TCL à l'époque où Philibert exploitait cette ligne, il portait alors la livrée TCL. Le second véhicule est un Vehixel Cytios 30 sur base Mercedes-Benz Sprinter et qui est équipé comme le Cytios 2/18 ; il servait d'unique véhicule à la navette Ambarbus d'Ambérieu-en-Bugey exploitée par Philibert puis de réserve au réseau TAM qui a succédé à la navette interne en 2009. L'ensemble des véhicules sont garés à Caluire-et-Cuire dans la zone d'activités PERICA où se situe le dépôt principal de Philibert Transport. Le 1066 a été volé et incendié en avril 2012. Un nouveau City 21, le 1104, a été livré en juin 2013. Le 871, le Véhixel Cytios 30, ex-Ambérieu-en-Bugey, a été réformé fin 2013.
En décembre 2014, Philibert Transport a fait l'acquisition de deux Mercedes-Benz Sprinter City 65. Pourvus de 30 places et pelliculés aux couleurs de Colibri, à l'instar des Dietrich City de 21 places, ils viennent renforcer le parc de véhicules assignés au réseau. Certains City 21 ont été réformés avant 2016, les véhicules concernés ne sont pas connus.

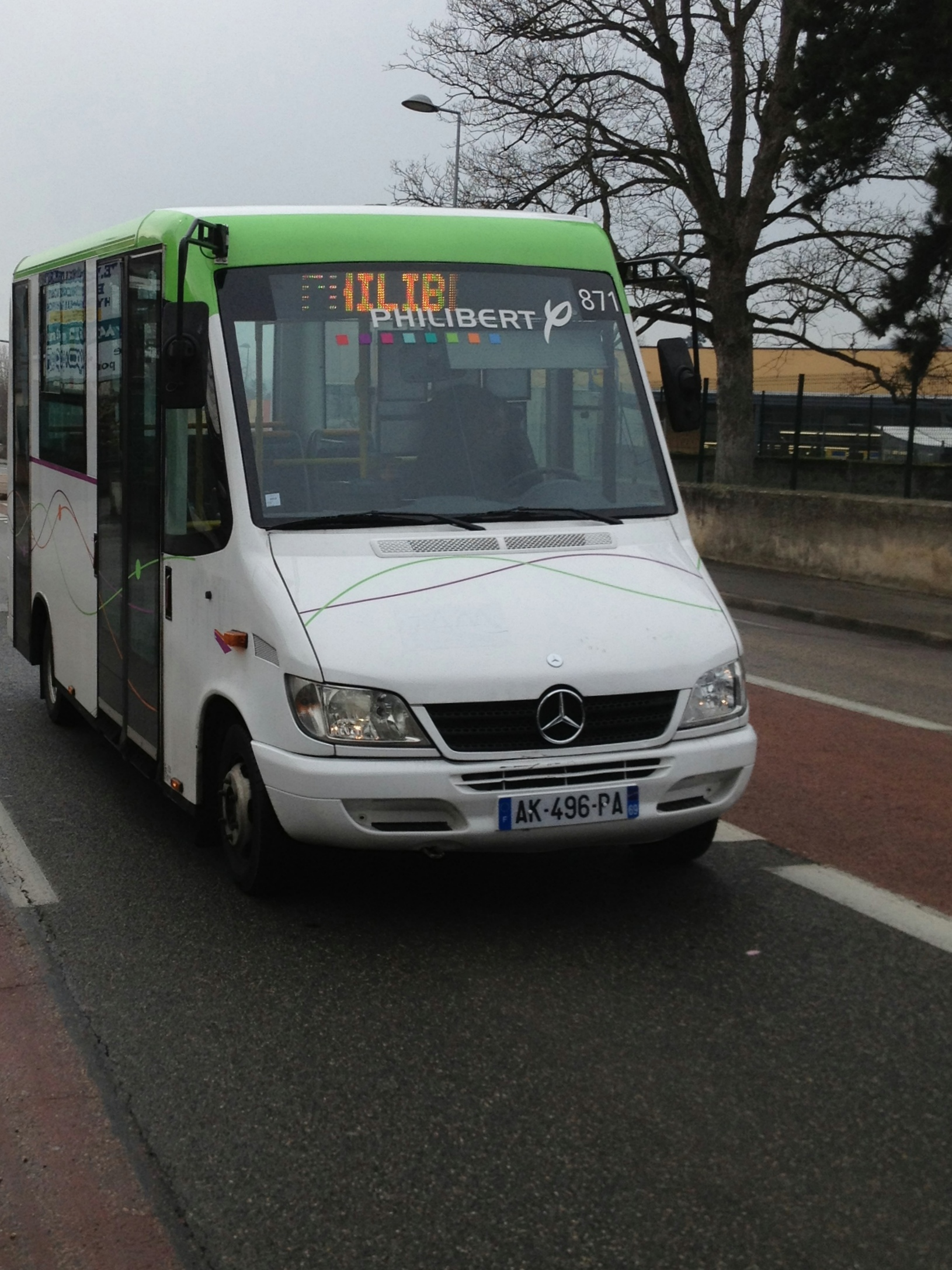
le Cytios 30 (N° de parc 871).
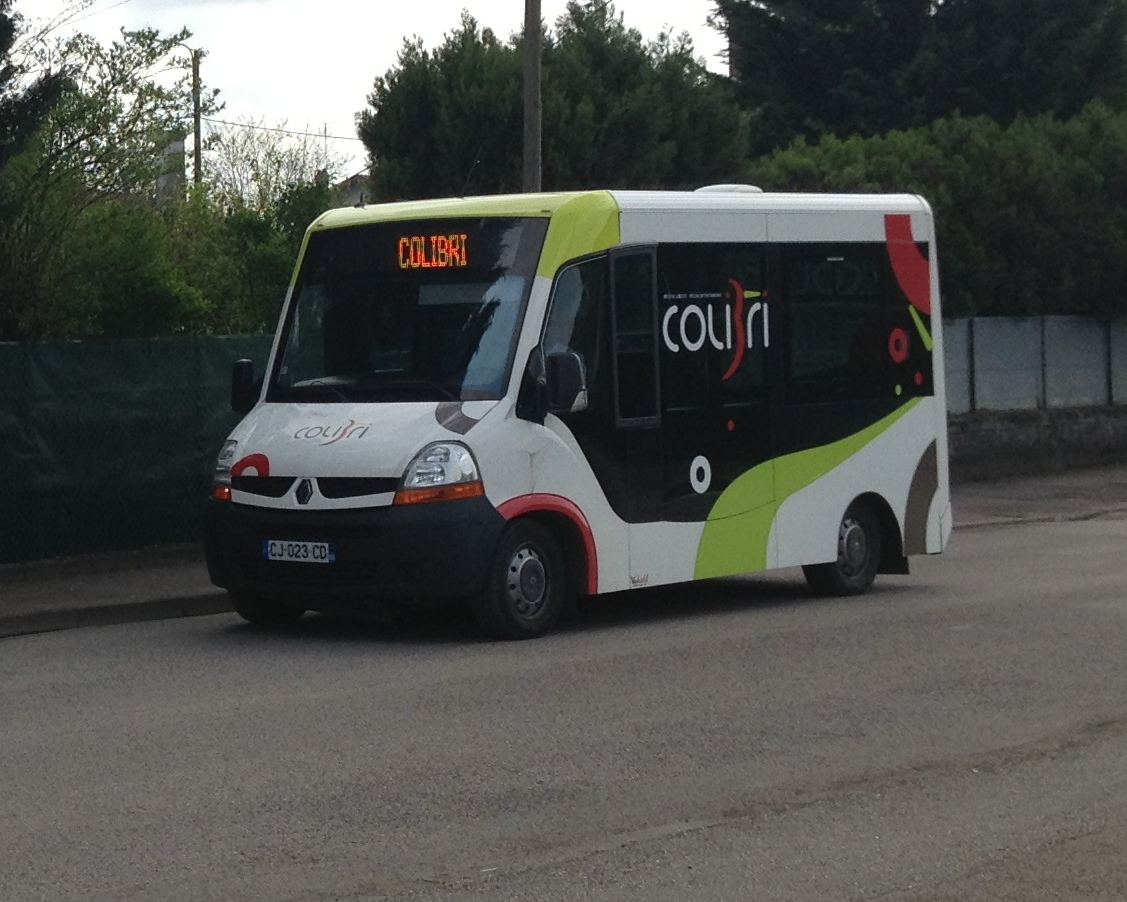
le Cytios 2/18 (N° de parc 959).
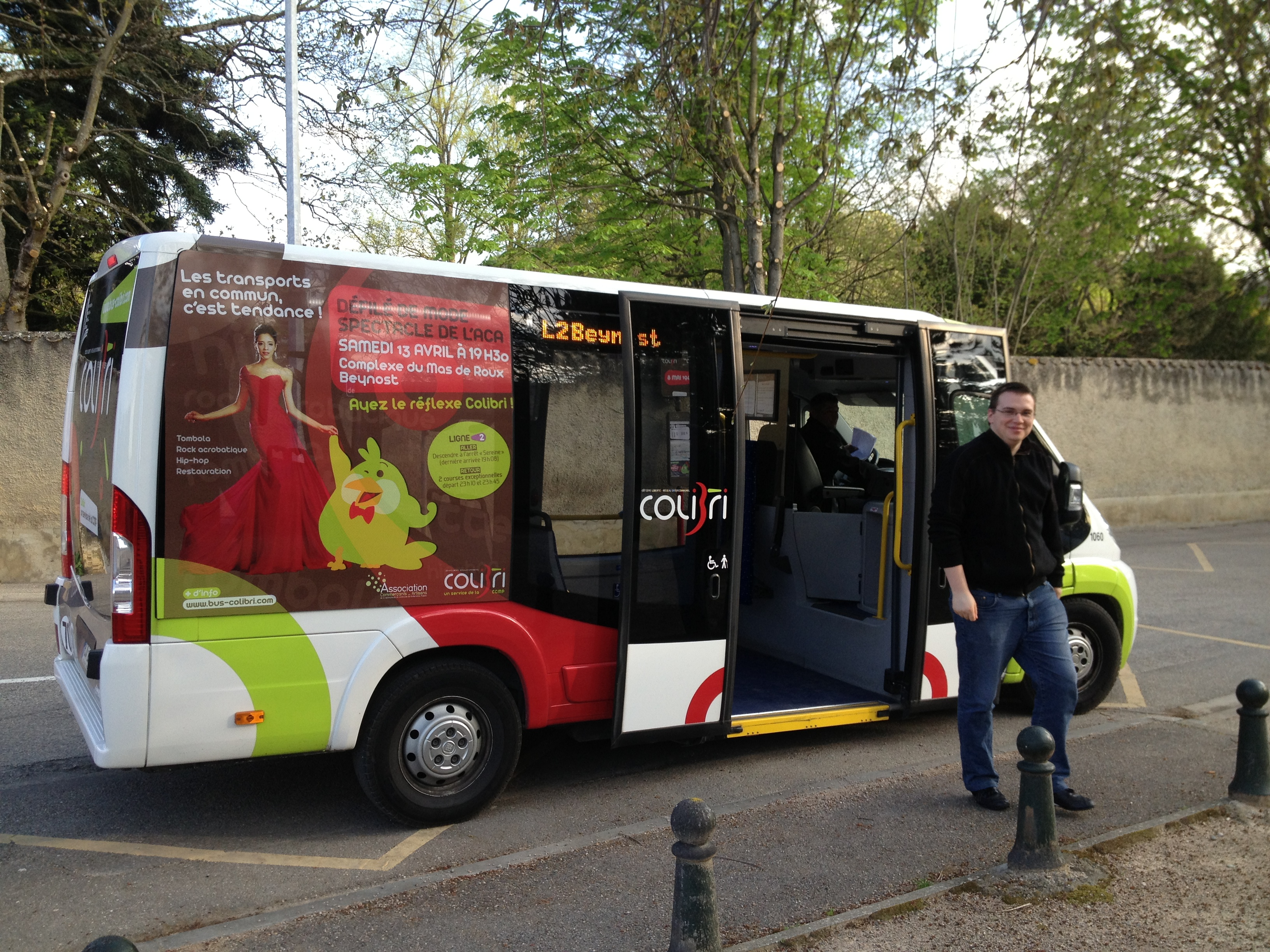
Un des City 21.
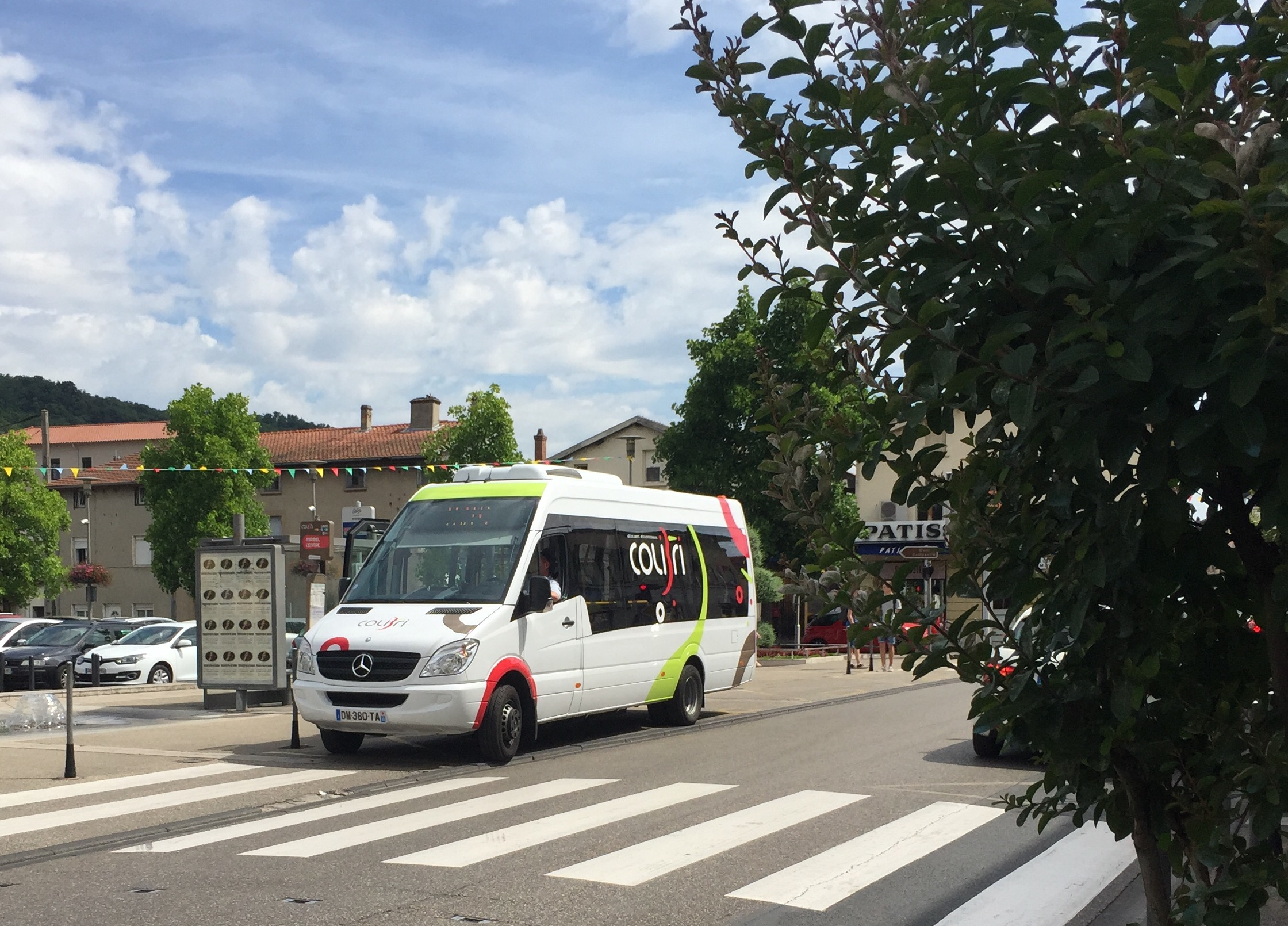
Un des deux Sprinter City 65.

| Marque        | Modèle           | No de parc | Année de mise en service | Année de réforme | Particularités |
| ------------- | ---------------- | ---------- | ------------------------ | ---------------- | --- |
| Vehixel       | Cytios 30        | 871        | 2003                     | 2013             | Portait la livrée TAM d'Ambérieu-en-Bugey jusqu'en 2012 puis affecté au réseau Colibri, réformé et revendu fin-2013. |
| Vehixel       | Cytios 2/18      | 959        | 2009                     | 2016 ?           | Portait la livrée TCL de Lyon jusqu'en 2011, affecté sur le réseau Colibri durant l'année 2012.                      |
| Dietrich      | City 21          | 1060       | 2012                     | 2016             | |
| Dietrich      | City 21          | 1061       | 2012                     | 2016             | |
| Dietrich      | City 21          | 1062       | 2012                     | 2016             | |
| Dietrich      | City 21          | 1063       | 2012                     | 2016             | |
| Dietrich      | City 21          | 1064       | 2012                     | 2016             | |
| Dietrich      | City 21          | 1065       | 2012                     | 2016             | |
| Dietrich      | City 21          | 1066       | 2012                     | 2012             | Volé et incendié, remplacé par le 1090 ou le 1104.                                                                   |
| Dietrich      | City 21          | 1067       | 2012                     | 2016             | |
| Dietrich      | City 21          | 1090       | 2012                     | 2016             | |
| Dietrich      | City 21          | 1104       | 2013                     | 2016             | |
| Mercedes-Benz | Sprinter City 65 | 1220       | 2014                     | 2016             | |
| Mercedes-Benz | Sprinter City 65 | 1221       | 2014                     | 2016             | |